# Edmund Dulac
Edmund Dulac, nato Edmond Dulac (Tolosa, 22 ottobre 1882 – Tolosa, 25 maggio 1953), è stato un disegnatore e illustratore francese naturalizzato inglese.

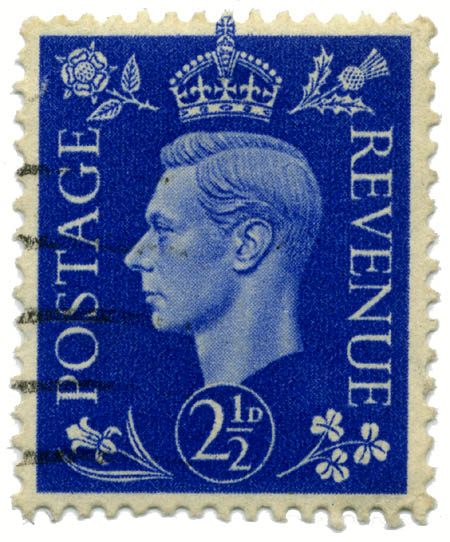

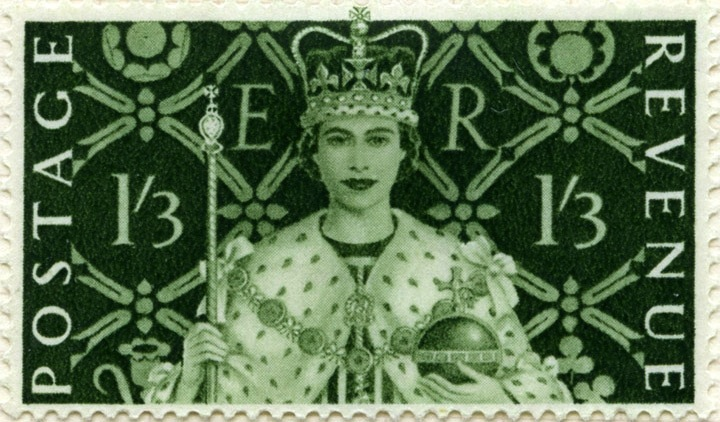

È stato fra i più importanti artisti del cosiddetto Periodo d'oro dell'illustrazione (a cavallo fra la fine del XIX ed il primo quarto del XX secolo), lavorando per moltissimi libri e lasciando un'impronta molto influente nel campo della grafica editoriale.

## Giovinezza e carriera
Nato a Tolosa, in Francia, iniziò la sua carriera studiando legge all'Università di Tolosa, seguendo contemporaneamente alcuni corsi alla Accademia di Belle Arti; essendosi stancato di studiare codici, si dedicò interamente all'arte, vincendo inoltre diversi premi all'Accademia. Dopo aver frequentato per un breve periodo l'Académie Julian a Parigi, si trasferì a Londra nel 1904.
A Londra, il ventiduenne francese fu aiutato da J.M. Dent e gli fu affidato l'incarico di illustrare l'intera opera delle Sorelle Brontë. Iniziò quindi una collaborazione con la Leicester Gallery e Hodder & Stoughton; la Leicester Gallery avrebbe commissionato a Dulac i quadri per vendere poi i diritti a Hodder & Stoughton, che avrebbe pubblicato i libri (un libro ogni anno per diversi anni) mentre la galleria avrebbe venduto i quadri. I libri stampati includono Stories from the Arabian Nights (1907), un'edizione de La Tempesta di Shakespeare (1908), The Rubaiyat of Omar Khayyam (1909), The Sleeping Beauty and Other Fairy Tales (1910), Stories from Hans Christian Andersen (1911), The Bells and Other Poems by Edgar Allan Poe (1912) and Princess Badoura (1913). Durante la prima guerra mondiale contribuì a libri di rilievo come
King Albert's Book, Princess Mary's Gift Book, e, insolitamente, il suo Edmund Dulac's Picture Book for the French Red Cross (1915).

## Periodo successivo
Dopo la guerra, l'elegante edizione illustrata del suo libro divenne una rarità e la sua carriera in questo campo giunse a conclusione. I suoi ultimi libri di questo genere furono Edmund Dulac's Fairy Book (1916), the Tanglewood Tales (1918) e lo squisito The Kingdom of the Pearl (1920). Tuttavia la sua carriera proseguì in altri ambiti, come caricature per quotidiani (soprattutto per The Outlook), ritratti, costumi per teatro e sceneggiature, ex libris, scatole di cioccolato, medaglie, e varie grafiche (soprattutto per The Mercury Theatre). Disegnò francobolli per la Gran Bretagna. Disegnò francobolli (serie Marianne de Londres) e banconote per la Francia libera durante la seconda guerra mondiale. Produsse inoltre illustrazioni per The American Weekly, un supplemento domenicale del quotidiano Hearst stampato negli USA. Continuò a produrre libri per il resto della sua vita, molto più di ogni suo contemporaneo, sebbene furono meno frequenti e meno elaborati rispetto all'Età d'Oro.